# シャルマネセル4世
シャルマネセル4世（Shalmaneser IV、在位：前783年-前773年）は古代メソポタミア地方の新アッシリア帝国の王である。彼の治世は、主に北方のウラルトゥとの戦いに費やされた。治世前半、ウラルトゥからの攻撃の防衛に失敗。治世末期にはパレスティナ地方にも遠征した。高官たち、とくに軍の最高司令官であったシャムシ・イルによって王権は非常に制限されていた。
本来の名前はシャルマヌ・アシャレド（楔形文字： Salmānu-ašarēd）であり、「シャルマヌ神は至高なり」を意味した。

## 治世
父親アダド・ニラリ3世の跡を継いで王となり、彼の跡は、兄弟のアッシュル・ダン3世が継いだ。おそらく彼の３代後の王、ティグラト・ピレセル3世が彼に関する記録を抹消したことが影響しているのであろう、彼の治世期間について、現存する史料は極めて少ない。だが、それでも問題の多い時代だったことは把握できる。名前の意味は「シャルマヌ神は至高なり」である。
彼の治世は、アッシリアの北にあるウラルトゥ王国との戦いに費やされた。
アダド・ニラリ3世の碑文に、ウラルトゥを服属させたことを誇るものがあるが、ドナルド・A・マッケンジーは実際は単にこの王国の南への拡大を食い止めたに過ぎないとしている。ウラルトゥは、ミタンニのような軍事貴族の集合体で、北アッシリアの部族の征服によって団結していた。彼らはアッシリア文化の要素を取り入れ、碑文にアッシリアの文字を使用した。彼らの神の名前は「ハルディ（Khaldi）」であり、彼らの国は「ハルディの子ら」つまり「ハルディア」と自称していた。
アダド・ニラリ3世の治世末期から、ウラルトゥ王アルギシュティ1世（紀元前786年-紀元前764年）は父王メヌアの後を継いでアッシリア北部を攻撃した。シャルマネセル4世の将軍（タルタン）であるシャムシ・イルは4年間（紀元前781年から紀元前778年）ウラルトゥと戦い、さらに2回の遠征（紀元前776年と紀元前774年）でウラルトゥの南への拡大を封じ込めようとしたが、アッシリアは敗北し、撤退を余儀なくされた 。紀元前774年の遠征先はウラルトゥと並んでナムリの名も挙げられている。
北部のライバルに対する敗北はアッシリアの威信を傷つけた。紀元前775年にはレバノン方面に遠征し、紀元前773年にはダマスカスへの遠征を行わねばならなかった。それでもこちらの方面はウラルトゥよりは与しやすかったようで、ダマスカス王ハディアヌに貢納させている。王の治世の最後の年にはハタリッカ（北シリアの都市。現在のテル・アフィス遺跡。聖書におけるハドラクと推定される）への遠征が行われた。
リンム年代記（eponym canon）によれば、シャルマネセル4世はウラルトゥへの遠征を数回率いた。彼の統治権は高官たち、とりわけ軍の最高司令官であったシャムシ・イルによって厳しく制限されていた。